# Transtornos do desenvolvimento psicológico
Transtornos do desenvolvimento psicológico (CID-10 F80 a 89) é a classificação médica e psicológica para os comprometimentos ou atrasos no desenvolvimento estreitamente ligadas à maturação biológica do sistema nervoso central na infância. São de evolução contínua, ou seja sem intervalos entre os sintomas.
A discalculia, dificuldade persistente em aprender matemática relacionada ao desenvolvimento, é um dos transtornos mais comuns afetando entre 3 e 6% das crianças em idade escolar.

## Características
As funções cognitivas atingidas podem se referir ao desenvolvimento de:
- Expressão de linguagens (afasia de Broca e disfasia expressivos);
- Compreensão de linguagens (afasia de Wernicke ou receptiva);
- Compreensão de aritmética (acalculia e discalculia);
- Leitura (alexia, dislexia e agrafia)
- Habilidades espaço-visuais (Síndrome de Gerstmann);
- Coordenação motora (dispraxia e hipercinesia)
- Globais (autismo, Síndrome de Asperger, síndrome de Heller e síndrome de Rett)
- Outros (agnosia desenvolvimental)

Habitualmente a deficiência (anteriormente chamada de retardo) já estava presente mesmo antes de poder ser posta em evidência com certeza, diminuirá progressivamente com a idade; déficits mais leves podem, contudo, persistir na idade adulta.

## Classificações

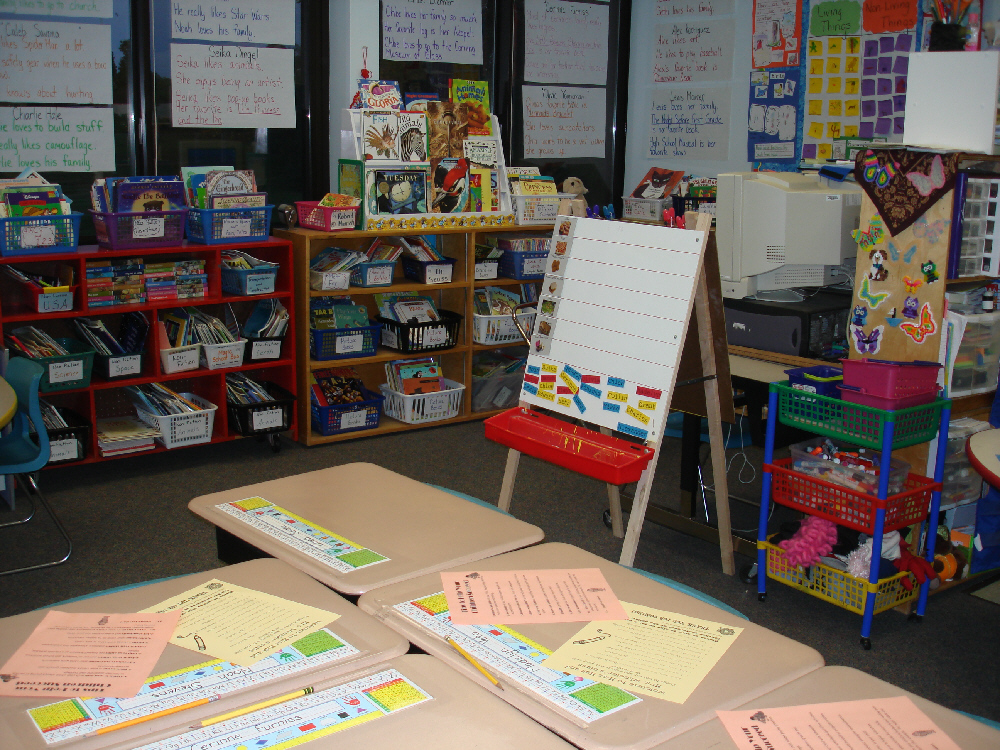
Atualmente já existem diversos materiais específicos para atender as demandas de cada dificuldade.

Segundo a Classificação Internacional de Doenças usada atualmente pela OMS, CID-10 Capítulo V: Transtornos mentais e comportamentais, os transtornos do desenvolvimento psicológico podem ser classificados em:
- (F80) Transtornos específicos do desenvolvimento da fala e da linguagem
  - (F80.0) Transtorno específico da articulação da fala
  - (F80.1) Transtorno expressivo de linguagem
  - (F80.2) Transtorno receptivo da linguagem
  - (F80.3) Afasia adquirida com epilepsia (síndrome de Landau-Kleffner)
  - (F80.8) Outros transtornos de desenvolvimento da fala ou da linguagem
    - Balbucio
    - Sigmatismo

  - (F80.9) Transtorno não especificado do desenvolvimento da fala ou da linguagem
- (F81) Transtornos específicos do desenvolvimento das habilidades escolares
  - (F81.0) Transtorno específico de leitura
    - Dislexia de desenvolvimento

  - (F81.1) Transtorno específico da soletração
  - (F81.2) Transtorno específico da habilidade em aritmética
    - Acalculia de desenvolvimento
    - Síndrome de Gerstmann de desenvolvimento

  - (F81.3) Transtorno misto de habilidades escolares
  - (F81.8) Outros transtornos do desenvolvimento das habilidades escolares
  - (F81.9) Transtorno não especificado do desenvolvimento das habilidades escolares
- (F82) Transtorno específico do desenvolvimento motor
  - Transtorno do desenvolvimento do tipo dispraxia
- (F83) Transtornos específicos misto do desenvolvimento
- (F84) Transtornos globais do desenvolvimento
  - (F84.0) Autismo infantil
  - (F84.2) Síndrome de Rett
  - (F84.4) Transtorno com hipercinesia associada a retardo mental e a movimentos estereotipados
  - (F84.5) Síndrome de Asperger
- (F88) Outros transtornos do desenvolvimento psicológico
- (F89) Transtorno do desenvolvimento psicológico não especificado

## Tratamento
Recomenda-se que as crianças com transtorno do desenvolvimento psicológico tenham acompanhamento pedagógico, pediátrico e psicológico especial para atenderem a suas necessidades particulares. As demandas específicas dependem do transtorno e de cada caso: algumas crianças se adaptam a escolas inclusivas com algum apoio pedagógico enquanto outras exigem escolas com turmas menores com instruções e acompanhamento individual. Habilidades verbais podem ser desenvolvidas com acompanhamento de um fonoaudiólogo.
As terapias devem incluir os cuidadores da criança. O psicólogo e pedagogo vão esclarecer sobre as necessidades especiais da educação da criança para um desenvolvimento saudável. Terapia em grupo com os pais de crianças pode ser útil para lidar com as dificuldades em educar crianças especiais.